# Färgväljare

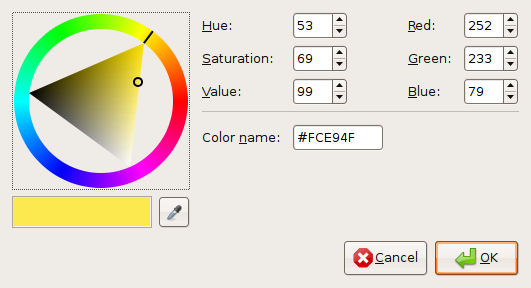
En skärmavbild av GTK+ 2:s färgväljare.

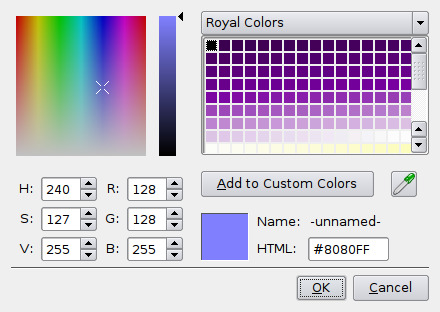
En skärmavbild av Qt:s färgväljare.

Gimps färgväljare.

En färgväljare, även färgverktyg är en grafisk användargränssnittswidget som brukar finnas i grafikprogramvara som används för att välja färger och ibland för att skapa färgscheman.

## Ändamål
En färgväljare används för att välja och justera färgnivåer. Inom grafisk design och bildredigering väljer användaren färger genom ett gränssnitt med en visuell representation av en färg organiserat med kulör, ljusstyrka och mättnadsnivåer(HSL) istället för att fylla i alfanumeriska textvärden. Eftersom färguppfattning beror på jämförelse av närliggande färger(se färgseende) försöker många gränssnitt att visa färgernas relationer.

## Gränssnitt
Färgverktyg kan variera i dess utseende. Vissa använder reglage, knappar, textrutor för färgnivåer eller direktmanipulering. En tvådimensionell kvadrat används ofta för att skapa en rad av olika färger som kan väljas. Dra och släpp, färgpipetter och andra olika färger av gränssnitt används även vanligtvis.
Färgnivåerna brukar ofta visas med siffror så att de kan kommas ihåg och inskrivna senare, som de tre värdena mellan 0 och 255 som brukar representera rött, grönt och blått.